# Wolfgang Unterzaucher

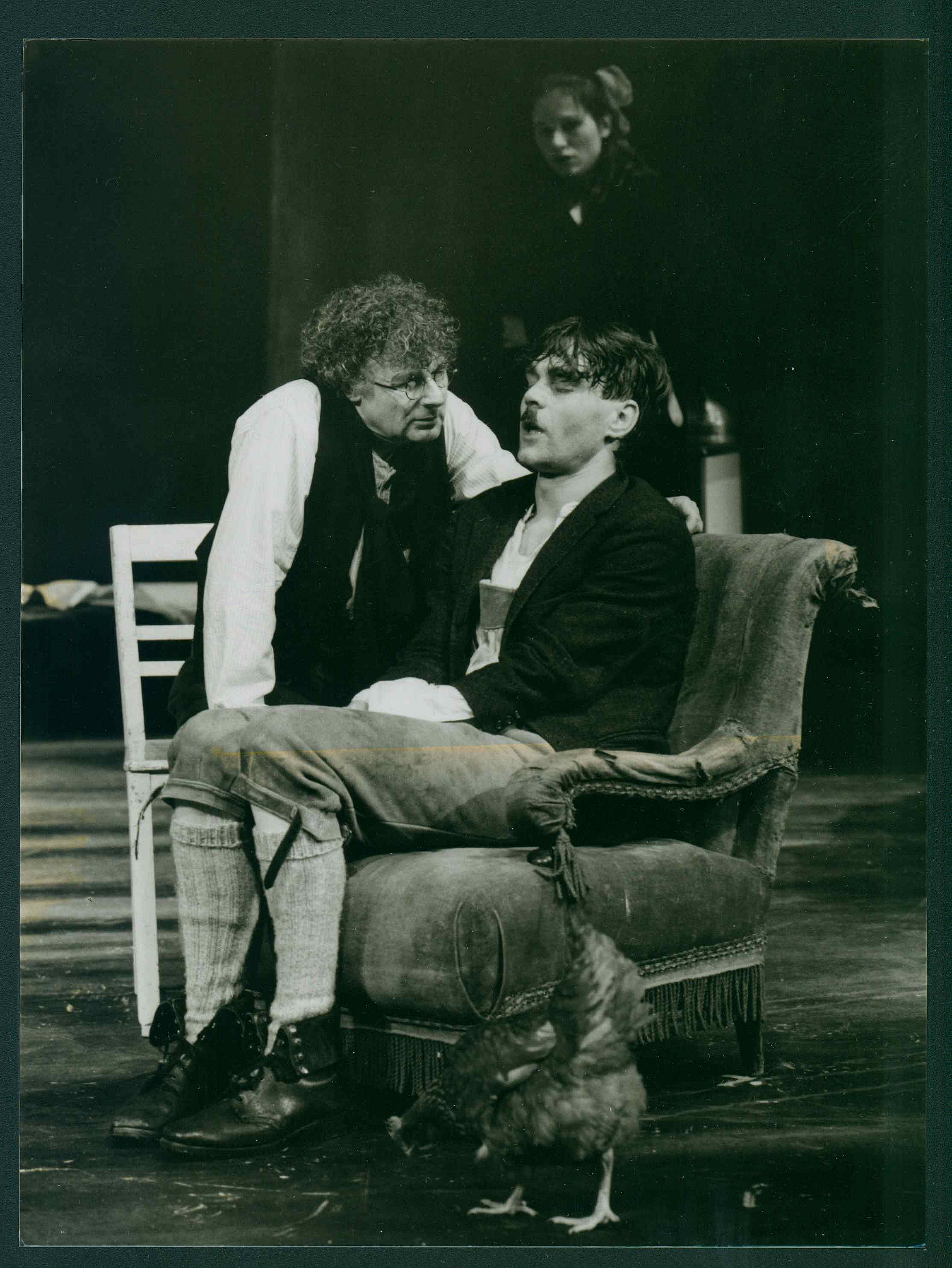
Wolfgang Unterzaucher (links) mit Jens Winterstein in Mein Kampf am Badischen Staatstheater Karlsruhe (1992)

Wolfgang-Josef Unterzaucher (* 7. September 1934 in Graz; † 6. Dezember 2021 in Berlin) war ein österreichischer Schauspieler.

## Leben und Wirken
Unterzaucher wuchs in Leverkusen auf. Nach dem Abitur absolvierte er von 1953 bis 1956 beim Chemiekonzern Bayer AG eine Ausbildung zum Industriekaufmann. Von 1956 bis 1958 studierte er Theaterwissenschaften, Germanistik und Kunstgeschichte in München und Wien.
Von 1958 bis 1960 besuchte er die Max-Reinhardt-Schule für Schauspiel in Berlin. Nach seinem Abschluss erhielt Unterzaucher von 1960 bis 1962 ein erstes Engagement am Theater Heilbronn, wo er mit der Titelrolle in Shakespeares Hamlet sein Bühnendebüt gab. Weitere Rollen waren Mephisto in Urfaust und Leonce in Leonce und Lena, als Gast war er unter anderem 1962 in Stuttgart am Theater der Altstadt in Molière/Schwarzes Die Lästigen zu sehen.
In Berlin agierte er zwischen 1965 und 1967 bei dem politischen Kabarett Das Bügelbrett von Hannelore Kaub. 1968 übernahm er die Titelrolle in Kaspar von Peter Handke am Forum-Theater am Kurfürstendamm.
Nach vier Semestern Soziologie an der Freien Universität Berlin nahm Unterzaucher seine Theaterarbeit wieder auf. 1971 spielte er unter der Regie von Hansjörg Utzerath in Dieter Fortes Martin Luther & Thomas Münzer oder Die Einführung der Buchhaltung an der Freien Volksbühne Berlin.
Von 1973 bis 1977 war er an den Staatlichen Schauspielbühnen Berlin tätig. Er spielte unter anderem 1973 Edgar Wibeau in der westdeutschen Erstaufführung von Ulrich Plenzdorfs Die neuen Leiden des jungen W. und Ben Silverman in Neil Simons Sunny boys jeweils am Schlossparktheater. In den 1970er Jahren war er im Fernsehen in den Mehrteilern von Herbert Asmodi unter der Regie von Wilhelm Semmelroth Die Frau in Weiß, Der rote Schal, Der Strick um den Hals und Onkel Silas gern gesehener Darsteller.
1982 verkörperte er Felix Fürst in Martin Walsers Zimmerschlacht am Theater der Freien Hansestadt Bremen. 1986 und 1988 wirkte er bei den Luisenburg-Festspielen in Wunsiedel und 1989 bei den Bad Hersfelder Festspielen mit.
Ab 1992 gehörte er zum Ensemble des Badischen Staatstheaters Karlsruhe. Rollen dort waren 1992 Schlomo Herzl in George Taboris Mein Kampf, Edward Broderick in Julien Greens Süden, Narr in Shakespeares Was ihr wollt und 1993 die Titelrolle in Nestroys Häuptling Abendwind.
Wolfgang Unterzaucher starb am 6. Dezember 2021 mit 87 Jahren in Berlin.

## Filmografie
- 1963: Talente und Verehrer
- 1964: Caesar und Cleopatra
- 1964: Zwei Herren aus Verona
- 1964: Eurydike
- 1965: Antigone
- 1965: Der Nachtkurier meldet: Erfolg durch Kleinanzeigen
- 1966: Pflicht ist Pflicht
- 1966: Thérèse Raquin
- 1966: Die seltsamen Methoden des Franz Josef Wanninger: Eine Spur für 'Schneewittchen'
- 1969: Bischof Ketteler
- 1971: Die Frau in Weiß (TV-Dreiteiler)
- 1973: Der rote Schal (TV-Dreiteiler)
- 1975: Der Strick um den Hals (TV-Dreiteiler)
- 1976: Unter einem Dach: Falschgeld (Fernsehserie)
- 1977: Onkel Silas (TV-Zweiteiler)
- 1978: Die Drehtür
- 1981: Don Quichottes Kinder
- 1982: Ein Fall für zwei: Alte Pistolen
- 1982: Tatort: Trimmel und Isolde
- 1998: Ein Mord für Quandt: Der Herzspezialist
- 1998: Aus heiterem Himmel